# North Star Grand Prix Women
A North Star Grand Prix Woman (conhecida como Nature Valley Grand Prix até 2013) são duas competições de ciclismo amadoras por etapas americanas disputadas no Minnesota como parte do North Star Bicycle Festival.
Foram criadas em 1999 e fazem parte do USA Cycling National Racing Calendar.

## Palmarés
| Ano                   | Vencedor           | Segundo                   | Terceiro             |           |
| --------------------- | ------------------ | ------------------------- | -------------------- | --------- |
| 1999                  | Odessa Gunn        |                           |                      |           |
| 2000                  | Rebecca Quinn      |                           |                      |           |
| 2001                  | Suzanne Sonye      |                           |                      |           |
| 2002                  | Laura Van Gilder   | Kimberley Langton-Davidge | Teresa Moriarty      |           |
| 2003                  | Katie Mactier      | Manon Jutras              | Karen Bockel         |           |
| 2004                  | Lyne Bessette      | Katrina Berger            | Annette Beutler      |           |
| 2005                  | Christine Thorburn | Tina Pic                  | Kori Kelley Seehafer |           |
| 2006                  | Kristin Armstrong  | Kori Kelley Seehafer      | Christine Thorburn   |           |
| 2007                  | Kristin Armstrong  | Mara Abbott               | Alex Wrubleski       |           |
| 2008                  | Kristin Armstrong  | Katharine Carroll         | Anne Samplonius      |           |
| 2009                  | Kristin Armstrong  | Shelley Olds              | Alison Powers        |           |
| 2010                  | Shelley Evans      | Evelyn Stevens            | Ruth Corset          |           |
| 2011                  | Amber Neben        | Erinne Willock            | Kristin Armstrong    |           |
| 2012                  | Carmen Small       | Emilia Fahlin             | Jade Wilcoxson       |           |
| 2013                  | Shelley Olds       | Jade Wilcoxson            | Carmen Small         |           |
| 2014                  | Carmen Small       | Alison Powers             | Leah Kirchmann       |           |
| 2015 edição cancelada |                    |                           |                      |           |
| 2016                  | Brianna Walle      | Lauretta Hanson           | Coryn Rivera         |           |
| 2017                  | Emma White         | Marlies Mejías            | Ruth Winder          |           |
| 2018 edição cancelada |                    |                           |                      |           |
| 2019                  | cancelado          | cancelado                 | cancelado            | cancelado |

## Palmarés por países
| País           | Vitórias |
| -------------- | -------- |
| Estados Unidos | 15       |
| Canadá         | 2        |
| Austrália      | 1        |